# Transmission acatène
 (janvier 2013).
Si vous disposez d'ouvrages ou d'articles de référence ou si vous connaissez des sites web de qualité traitant du thème abordé ici, merci de compléter l'article en donnant les références utiles à sa vérifiabilité et en les liant à la section « Notes et références ».
Une transmission acatène est une transmission sans chaîne, cependant par habitude, on n'utilise pas ce terme pour toutes les transmissions sans chaîne.

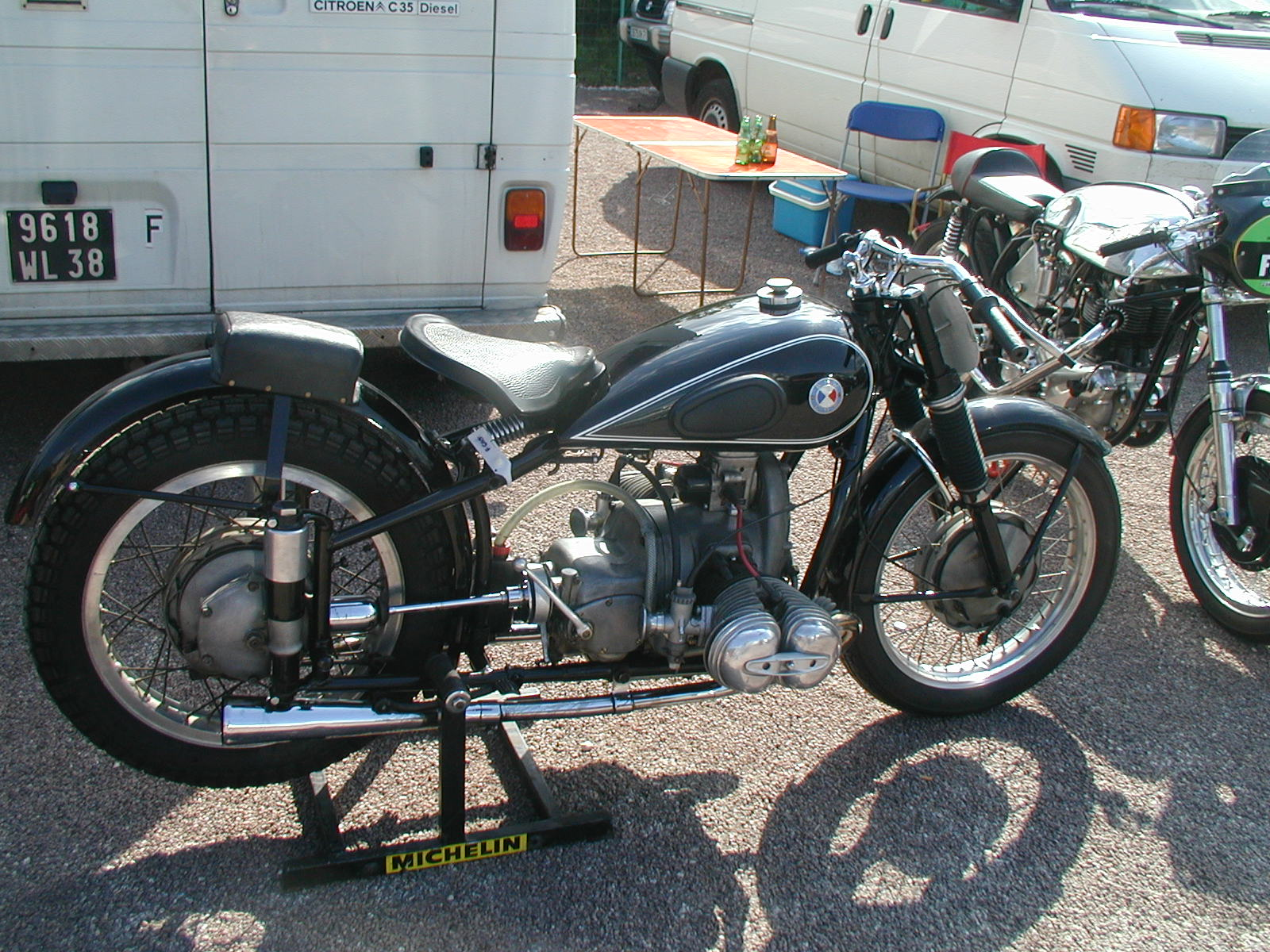
Une CMR et sa transmission par arbre.

## Étymologie
Du latin catena signifiant chaîne et du préfixe grec « a » privatif. Acatène signifie donc littéralement « sans chaîne ».

## Utilisation

### Motocyclette
Toute transmission sans chaîne est donc littéralement acatène, cependant on utilise surtout ce terme sur les motocyclettes à transmission secondaire par arbre, avec ou sans cardan, comme sur certaines motos BMW du fait de la simplification de l'entretien (usure de la chaine, réglage régulier, etc.) et de son efficacité même en compétition.
Généralement les autres transmissions sans chaine comme :
- par courroie crantée de motos Harley-Davidson ;
- par galet comme sur les Solex ;
- par pignons comme sur la Honda P50[4].

ne sont pas qualifiées d'« acatènes » alors que cela serait approprié, si l'on ne tient pas compte de l'histoire de ce terme.

### Vélo

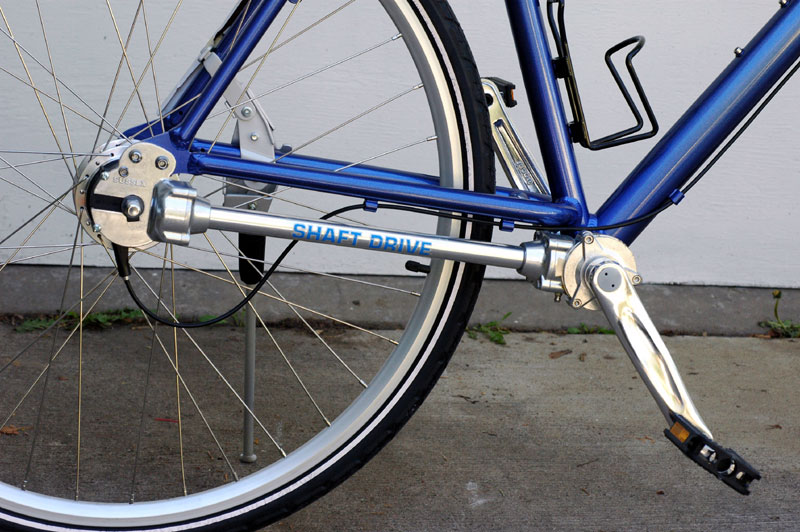
Vélo équipé d'un arbre de transmission.

Des fabricants de bicyclettes ont proposé des transmissions par engrenage plutôt que par chaîne dans les dernières années du XIXe siècle. Acatène, néologisme lancé par le fabricant Marié & C.ie (La Métropole), est alors une marque déposée. La transmission par arbre et engrenages côniques, à la mode pendant quelque temps, a cependant disparu jusqu'à l’apparition des VTT ; elle existe aussi sur des vélos de ville.
Les vélos à cardan ont des défauts : le système est plus lourd qu’une chaîne et a un moindre rendement avec une déperdition d’énergie de 10 % pour une transmission à cardan contre 2 % pour une chaîne.
Certaines municipalités ont choisi le vélo à cardan pour leur flotte de vélos en libre-service, comme Dk’ vélo à Dunkerque ou Écovélo.
Le sans-chaîne peut également être utilisé sur vélo électrique pour compenser l'absence de dérailleur et pour éviter l'usure de la chaîne.

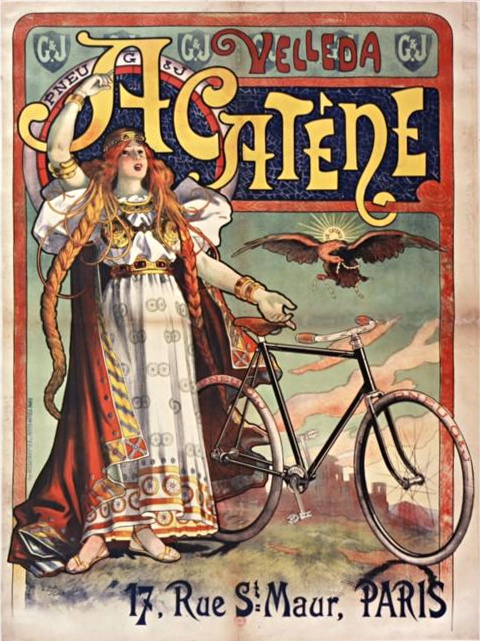
Velleda Acatène, 17 rue Saint-Maur, Paris.

## Caractéristiques
Bien que plus lourd et plus onéreux que la transmission par chaîne, ce système est généralement choisi en raison de sa facilité d'entretien, de son aspect sécuritaire et de la suppression du problème lié à l'usure d'une chaine.
Les pièces mécaniques graissées étant intégralement recouvertes par un carter, tout risque de déraillement et surtout toute chute liée au blocage de pantalon, chaussette ou lacet entre la chaîne et le plateau, sont évités.